# Homophylax crotchi
Homophylax crotchi là một loài Trichoptera trong họ Limnephilidae. Chúng phân bố ở miền Tân bắc.